# Grupo Al-Anon
Al-Anon y Alateen son organizaciones internacionales en conjunto conocidas como los Grupos Al-Anon que cuentan con más de medio millón de miembros y que proveen un programa de doce pasos de recuperación para los amigos y familiares que están acompañados de miembros alcohólicos. Al-Anon es una organización para adultos en el interior del programa, mientras que Alateen es para personas más jóvenes (de 12 a 20 años).
Al-Anon fue fundada en Nueva York en 1951 por Lois Wilson (Lois W.), esposa del cofundador de Alcohólicos Anónimos (AA) Bill W. (Bill Wilson). Lois Wilson reconoció la necesidad de que existiera tal organización cuando los familiares que vivían con miembros de AA empezaron a identificar sus propias enfermedades asociadas con el alcoholismo de los miembros de su familia. En Estados Unidos, Al-Anon está organizada como una organización sin fines de lucro en muchos estados. Los grupos Alateen se organizaron por primera vez en el estado de California en 1957.